# Pero coracina
Pero coracina là một loài bướm đêm trong họ Geometridae.